# Maya Diab
Maya Diab (àrab: مايا دياب, Māyā Diyāb, [ˈmaja ˈdiab]) (Beirut, Líban, 12 de novembre de 1980) es una cantant de pop, animadora, actriu i personalitat televisiva. Forma part del grup de música femení libanès The 4 Cats.

## Biografia

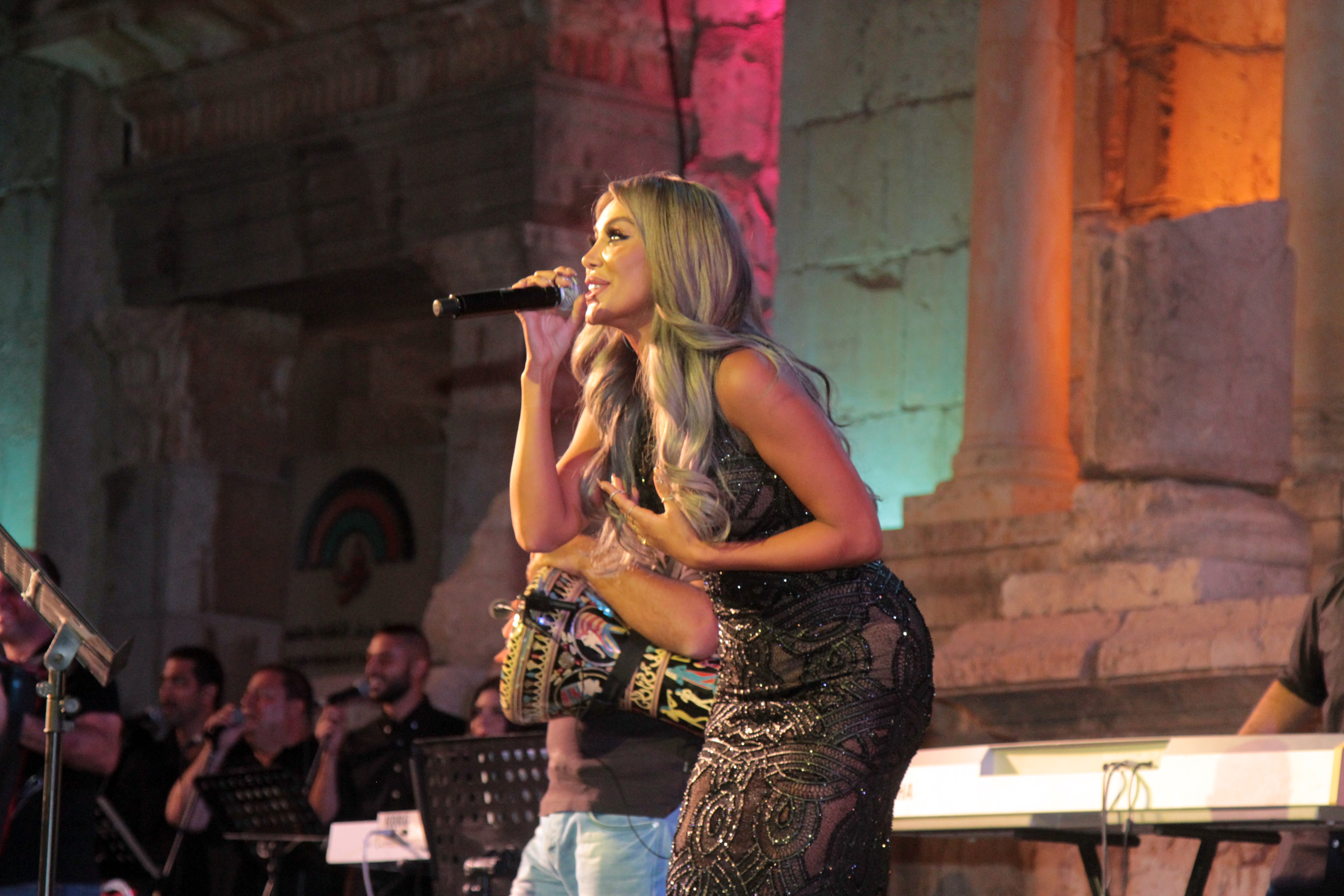
Maya Diab al Festival de Gerasa de Jordània el 31 de juliol de 2015.

Maya Diab va néixer al barri d'Achrafieh de Beirut, en el si d'una família cristiana ortodoxa grega. Diab es va especialitzar en mitjans de ràdio i televisió després de rebre el títol universitari a la Universitat libanesa. Va treballar en diversos programes de televisió. Diab és la petita de cinc germans; té un germà, Ghassan, i dues germanes, Mona i Grace.
Es va casar amb un home de negocis musulmà, Abbas Nasser, el 2006 amb qui ha tingut una filla, Kai. La parella es va separar el 2017.
Recompensada amb premis per la seva contribució a la moda, també és ambaixadora de les marques Make Up Forever i Sony a l'Orient Mitjà. Presenta programes a diversos canals de televisió, inclòs Deal Or No Deal al canal egipci Al Nahar i Heik Menghanne a MTV Líban, molt popular al món àrab.
El gener de 2020, va mencionar que va ser segrestada a Beirut el 2005, on va ser presa com a ostatge i maltractada en un cotxe durant un dia.

## Discografia

### Àlbums d'estudi
- #MyMaya (2015)

### Singles
- Habibi
- Chaklak Mabta'rif
- Tawel Balak
- Dabou Inayk
- Aywah
- Ya Gatifeen
- Hiya Di Donia

## Filmografia
- 2007 – Asad W Arbaa Kotat (en àrab أسد واربع قطط)